# Grégoire Munster
Grégoire Munster, (Luxemburg; 24 de desembre de 1998) és un pilot de ral·li que disputa el Campionat Mundial, actualment com a pilot oficial de l'equip M-Sport Ford WRT.

## Trajectòria
Grégoire Munster s'inicia en el món dels ral·lis l'any 2017, disputant el ADAC Opel Rallye Cup amb un Opel Adam. Posteriorment, començaria a disputar proves tant del Campionat d'Europa de Ral·lis com dels campionats nacionals de Luxemburg, Bèlgica i Alemanya. Debuta al Campionat Mundial de Ral·lis l'any 2019, disputant el ral·li de Monte-Carlo amb un Škoda Fabia R5. D'aquests primers anys, Munster s'alça amb el títol júnior belga de 2018 i 2019, així com el campionat luxemburguès de 2019.
L'any 2020 es converteix en pilot oficial de Hyundai, finalitzant subcampió del campionat belga de 2021.

### M-Sport Ford (2023-)
L'any 2023 es converteix en pilot del equip M-Sport Ford WRT, realitzant una temporada on combina proves de la màxima categoria amb un Ford Puma Rally1 Hybrid i proves de la categoria WRC2 amb un Ford Fiesta Rally2, aconseguint un setè lloc al Ral·li d'Europa central com a millor resultat absolut.
De cara a la temporada 2024, es converteix en pilot a temporada completa del equip.